# باشگاه فوتبال آسترا جورجو
انجمن باشگاه فوتبال آسترا جورجو (رومانیایی: Asociația Fotbal Club Astra Giurgiu) یک باشگاه فوتبال است که در شهر جورجو کشور رومانی پایه‌گذاری شده است.